# Luis Lorenzo Crespo
Luis Lorenzo Crespo (Madrid, 24 de julio de 1960) es un actor y presentador de televisión española.

## Biografía
Su trayectoria profesional se inicia como presentador de televisión acompañando a Raffaella Carrá en ¡Hola Rafaella! el magazine que la italiana condujo en Televisión Española entre 1992 y 1994.
Paralelamente realiza su primer trabajo como actor ante la cámara en Para Elisa (1993), una serie también para TVE que protagonizaron Assumpta Serna y Tito Valverde.
Una vez finalizado el programa de Raffaella Carrá, acompañó durante dos temporadas a Bárbara Rey en otro programa musical y de variedades Esto es espectáculo (1995-1996). Durante estos primeros años interviene como 'gancho' en los espacios de cámara oculta Secretos de familia (1994) en TVE y Bromas aparte (1996) en Telecinco.
Su trayectoria posterior se ha centrado en la interpretación, interviniendo sobre todo en televisión, primero en la serie Jacinto Durante, representante (2000) y luego formando parte del reparto de diversos culebrones, como Al salir de clase (1998-2002), El secreto (2001), Paraíso (2003) y Obsesión (2005). 
También ha participado en otras series de éxito como Médico de Familia (1996), El súper (1997), Hospital Central (2000-2008), El comisario (2003-2007), La Familia Mata (2007), SMS: Sin miedo a soñar (2008), HKM (2008-2009), Yo soy Bea (2008), La pecera de Eva (2010), Homicidios (2011) y posteriormente en La que se avecina dónde interpreta esporádicamente a Ferrán Barreiros, el antagonista de Antonio Recio (Jordi Sánchez).
En 2004 participó como concursante en la tercera edición del reality show La selva de los famosos, de Antena 3. También presentó en Telecinco durante varias semanas en 2002 el programa Decisión final, versión española del exitoso concurso estadounidense Russian Roulette antes de que años después Antena 3, junto a Arturo Valls y con el título ¡Ahora caigo! extrenaron un concurso muy similar
Desde noviembre de 2012 hasta 2014 colaboró en el programa De buena ley de Telecinco como opinador.
El 27 de mayo de 2022 fue detenido junto a su esposa, acusados de haber envenenado con metales pesados a una tía de la esposa del actor que falleció en junio de 2021, para así hacerse con su herencia.
Sin embargo, un informe forense encargado por el juez que investiga el caso descarta la muerte por envenenamiento y apunta a causas naturales como motivo más probable del fallecimiento de la tía política del actor.